# Goldrausch in Alaska
Goldrausch in Alaska (Originaltitel: Gold Rush, ursprünglich Gold Rush Alaska) ist eine US-amerikanisch-britische Doku-Soap, die in Deutschland auf DMAX ausgestrahlt wird. Sie ist die bisher erfolgreichste Show des Discovery Channel. Die Serie begleitet mehrere Goldschürferteams bei ihrer täglichen Arbeit.

## Überblick
Die Doku-Soap begleitet mehrere Teams von Goldschürfern über mehrere Saisons beim Abbau von Seifenlagerstätten im Gebiet des Yukon River in Kanada. Der deutschsprachige Titel ist ein Relikt aus der ersten Staffel, die auf einem Claim in Alaska spielte. Die Serie spielt mittlerweile komplett außerhalb von Alaska, der Originaltitel wurde bereits schlicht in Gold Rush geändert. Seit Staffel 2 wird die Serie in drei (in den Staffeln 11 bis 13 vier) verschiedenen Betrieben aufgenommen, die mit unterschiedlicher Technik und unterschiedlichen Führungsstilen arbeiten. Darunter befinden sich sowohl professionelle Goldschürfer als auch Neueinsteiger. Neben den alltäglichen Schwierigkeiten beim Goldabbau im Permafrostgebiet wird auch die Rivalität zwischen den Teams thematisiert. Die Episoden zeigen in der Regel die Zwischenfälle und Ereignisse einer Woche auf den verschiedenen Claims und enden mit dem wöchentlichen Goldwiegen. Je nach Gelegenheit werden auch persönliche Ereignisse verschiedener Bergarbeiter gezeigt.

## Geschichte
Den Anstoß für die Serie gab ein Eintrag auf einem Online-Forum. Das Produktionsunternehmen Raw TV suchte Geschichten für eine Dokumentation, woraufhin sich Todd Hoffman mit seinem Plan, eine Goldmine in Alaska zu gründen, meldete. Das Produktionsunternehmen begeisterte sich für diese Idee und folgte Todd nach Alaska.

### Staffel 1
Episoden Goldrausch in Alaska/Episodenliste#Staffel 1
Der Flughafenbetreiber Todd Hoffman und sein Vater Jack Hoffman beschließen zusammen mit einigen Bekannten die von der Rezession getroffen wurden eine Goldmine zu gründen und pachten dafür einen Claim in Porcupine Creek. Die erste Staffel unterscheidet sich stark von den nachfolgenden. In dieser Staffel gibt es nur ein einziges Goldsucher-Team, das noch aus unerfahrenen Laien besteht, außerdem stehen auch teaminterne Konflikte im Vordergrund.
Saisonergebnis des Teams:
| Team         | Claim           | Unzen |
| ------------ | --------------- | ----- |
| Todd Hoffman | Porcupine Creek | 14    |

### Staffel 2
Episoden Goldrausch in Alaska/Episodenliste#Staffel 2
In dieser Staffel stoßen zwei weitere Goldschürfeteams zu der Serie hinzu. Dakota Fred, der den Porcupine-Creek übernimmt und nun selbst dort schürft, sowie Parker Schnabel, ein 16-Jähriger, der die Big Nugget Mine, den Nachbarclaim von Porcupine, von seinem Großvater übernommen hat. Todd Hoffman verliert den Porcupine-Creek, findet aber im Klondike am Quarz Creek einen neuen Claim. Diese Staffel konzentriert sich mehr auf den Goldabbau als die vorherige Staffel, was sich durch die drei unterschiedlichen Betriebe von verschiedenen Seiten zeigen lässt.

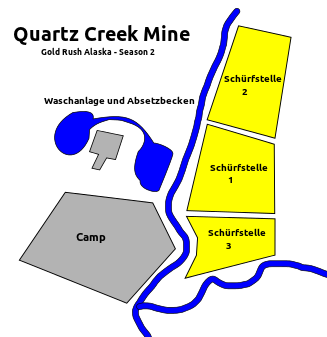
Illustration der Hoffman-Mine am Quartz Creek.

Saisonergebnisse der Teams:
| Team            | Claim                         | Unzen |
| --------------- | ----------------------------- | ----- |
| Todd Hoffman    | Quartz Creek                  | 93,5  |
| Dakota Fred     | Porcupine Creek, „Glory Hole“ | 80,4  |
| Parker Schnabel | Big Nugget Mine               | 34    |

### Staffel 3
Episoden Goldrausch in Alaska/Episodenliste#Staffel 3
Die 3. Staffel lief im amerikanischen Fernsehen am 26. Oktober 2012 an. Die Staffel enthält keine großen Änderungen zur zweiten Staffel. Parker Schnabel schürft weiterhin auf der Big Nugget Mine, während Dakota Fred seine Arbeiten am Glory Hole fortsetzt. Beim Hoffman-Team kommt die Indian-River-Mine hinzu, die von Dave Turin geleitet wird.
Saisonergebnisse der Teams:
| Team            | Claim                         | Unzen |
| --------------- | ----------------------------- | ----- |
| Todd Hoffman    | Quartz Creek / Indian River   | 803   |
| Dakota Fred     | Porcupine Creek, „Glory Hole“ | 163   |
| Parker Schnabel | Big Nugget Mine               | 192   |

### Staffel 4
Episoden Goldrausch in Alaska/Episodenliste#Staffel 4
In dieser Staffel verlässt Todd Hoffman den Klondike und versucht, auf einem Claim im Dschungel von Guyana zu schürfen. Nachdem die Goldmenge unter den erwarteten Werten liegt, versuchen sie sich zusätzlich im Schürfen von Diamanten. Da sie die versprochene Menge an Gold nicht gewinnen konnten, wird das Team vom Besitzer des Claims nach Hause geschickt.
Parker Schnabel geht in den Klondike und pachtet den Scribner Creek von Tony Beets, um seinen eigenen großen Betrieb hochzuziehen. Nach der Abreise der meisten Teammitglieder bleiben Parker und Rick Ness auf dem Claim, um das Saisonziel zu erfüllen. Dabei gewinnen die beiden weitere 193 Unzen Gold und erreichen somit das Ziel von über 1.000 Unzen.
Nachdem das Glory Hole von Dakota Fred ausgebeutet wurde, erweitert er seine Mine zunächst auf dem bestehenden Gelände. Währenddessen untersucht Dustin den neuerworbenen Cahoon Claim, der allerdings in alpinem Gelände liegt. Dakota Fred verlässt in dieser Staffel die Serie.
Saisonergebnisse der Teams:
| Team            | Claim                         | Unzen      | Diamanten        |
| --------------- | ----------------------------- | ---------- | ---------------- |
| Parker Schnabel | Scribner Creek                | 836 (1029) |                  |
| Dakota Fred     | Porcupine Creek, Cahoon Creek | 280        |                  |
| Todd Hoffman    | Guyana/Südamerika             | 2          | 59 (ca. 3.000 $) |

### Staffel 5
Episoden Goldrausch in Alaska/Episodenliste#Staffel 5
Die 5. Staffel wurde in den USA beginnend am 17. Oktober 2014 auf Discovery Channel im Abendprogramm gesendet. 2015 erfolgte die deutsche Ausstrahlung auf DMAX.
Dakota Fred wurde in dieser Staffel durch Parkers Verpächter Tony Beets ersetzt. Die Staffel dokumentiert den Abbau, Umzug und Wiederaufbau seiner Dredge, der Minenbetrieb auf seinem Claim wird nur nebensächlich behandelt.
Parker Schnabel setzt seine Arbeiten auf dem Scribner-Creek fort und ist in dieser Staffel erfolgreicher als in der Staffel zuvor.
Todd Hoffman kehrt Südamerika den Rücken und findet einen neuen Claim im Klondike, den er mit seinem Team bewirtschaftet.
Saisonergebnisse der Teams:
| Team            | Claim          | Unzen |
| --------------- | -------------- | ----- |
| Parker Schnabel | Scribner Creek | 2538  |
| Todd Hoffman    | McKinnon Creek | 1349  |
| Tony Beets      | Eureka Creek   | -     |

### Staffel 6
Episoden Goldrausch in Alaska/Episodenliste#Staffel 6
Die 6. Staffel wurde in den USA beginnend am 16. Oktober 2015 auf Discovery Channel im Abendprogramm gesendet.
Nachdem der Aufbau in der letzten Staffel vollendet wurde, geht es in dieser Staffel bei Tony Beets mit dem Betrieb der Dredge weiter.
Bei Parker Schnabel hat sich nicht viel verändert, ihm gelingt es aber abermals, sein Saisonergebnis zu steigern.
Todd Hoffman bewirtschaftet weiterhin mit seinem Team den McKinnon Creek.
Saisonergebnisse der Teams:
| Team            | Claim          | Unzen |
| --------------- | -------------- | ----- |
| Parker Schnabel | Scribner Creek | 3.362 |
| Todd Hoffman    | McKinnon Creek | 3.032 |
| Tony Beets      | Eureka Creek   | 737   |

### Staffel 7
Episoden Goldrausch in Alaska/Episodenliste#Staffel 7
Die 7. Staffel wurde in den USA, beginnend am 14. Oktober 2016, auf Discovery Channel im Abendprogramm gesendet. Das Team Hoffman verließ den Klondike, um auf einem Claim in Oregon zu schürfen.
Tony Beets startet nach dem Erfolg der Dredge ein weiteres Dredge-Projekt, das allerdings mit mehr Problemen behaftet ist als das letzte.
Parker Schnabel gelingt es erneut, sein Saisonergebnis auf dem Scribner Creek zu steigern.
Saisonergebnisse der Teams:
| Team            | Claim                                           | Unzen    |
| --------------- | ----------------------------------------------- | -------- |
| Parker Schnabel | Scribner Creek, Indian River                    | 4.311    |
| Tony Beets      | Eureka Creek                                    | 2.176    |
| Todd Hoffman    | High Bar, Buckland, Fairplay & Sacramento Creek | 1.100,77 |

### Staffel 8
Episoden Goldrausch in Alaska/Episodenliste#Staffel 8
Die 8. Staffel wurde in den USA, beginnend am 13. Oktober 2017, auf Discovery Channel im Abendprogramm gesendet.
Die deutschsprachige Veröffentlichung folgte einen Monat später, ab dem 12. November 2017.
Die Staffel macht dort weiter, wo die letzte Staffel aufgehört hat. Tony Beets setzt den Umzug seiner zweiten Dredge, der sich im letzten Jahr verzögert hat, fort, während die Hoffman-Crew weiterhin den Claim in Colorado bewirtschaftet.
Parker Schnabel beendet in dieser Saison die Arbeit auf dem Scribner-Creek und zieht im letzten Drittel der Saison um auf einen neuen Claim.
Todd wettet mit Parker um 100 Unzen Gold, wer in der Saison am meisten Gold findet.
Saisonergebnisse der Teams:
| Team            | Claim                                           | Unzen |
| --------------- | ----------------------------------------------- | ----- |
| Parker Schnabel | Scribner Creek, Indian River                    | 6.280 |
| Tony Beets      | Eureka Creek                                    | 3.659 |
| Todd Hoffman    | High Bar, Buckland, Fairplay & Sacramento Creek | 1.644 |

### Staffel 9
Episoden Goldrausch in Alaska/Episodenliste#Staffel 9
Nachdem Todd Hoffman im Februar 2018 seinen Ausstieg aus der Serie verkündet hatte, wurde er durch Parkers ehemaligen Vorarbeiter Rick Ness ersetzt, der bereits zuvor, während des Dschungelabenteuers bei Parker gekündigt hatte.
In den USA startete die Staffel am 12. Oktober 2018, die deutschsprachige Ausstrahlung begann am 18. November 2018.
Saisonergebnisse der Teams:
| Team            | Claim          | Unzen    |
| --------------- | -------------- | -------- |
| Parker Schnabel | Scribner Creek | 7.427,25 |
| Tony Beets      | Eureka Creek   | 4.396    |
| Rick Ness       | Quartz Creek   | 1.105    |

### Staffel 10
Episoden Goldrausch in Alaska/Episodenliste#Staffel 10
Der Start der 10. Staffel in den USA war am 11. Oktober 2019. In Deutschland war Erstausstrahlung der ersten Folge am 8. Januar 2020. In dieser Saison schürft Tony Beets wieder am Paradise Hill, da er sich wegen einer nicht verlängerten Wasserlizenz aus Eureka Creek zurückziehen musste. Parker Schnabel bewirtschaftet endlich seinen eigenen Claim am Scribner Creek, für den er aber wegen auslaufender Lizenzen nur eine Saison Zeit hat, um dort Gold aus dem Boden zu holen. Rick Ness versucht sein Glück in einem neuen Gebiet in der Nähe von Keno City.
Saisonergebnisse der Teams:
| Team            | Claim                       | Unzen    |
| --------------- | --------------------------- | -------- |
| Parker Schnabel | Scribner Creek              | 7.223    |
| Tony Beets      | Eureka Creek, Paradise Hill | 2.259,36 |
| Rick Ness       | Duncan Creek                | 547      |

### Staffel 11
Episoden Goldrausch in Alaska/Episodenliste#Staffel 11
Der Start der 11. Staffel in den USA war am 23. Oktober 2020. Unter dem Special Forces Medic Fred Lewis schließt sich eine neue Crew der Show an. Die Staffel entstand unter Beeinträchtigung durch die COVID-19-Pandemie, was zu ganz neuen Problemen führte.
Saisonergebnisse der Teams:
| Team            | Claim                                                 | Unzen    |
| --------------- | ----------------------------------------------------- | -------- |
| Parker Schnabel | Scribner Creek, Indian River (Flugpisten-Erweiterung) | 7.504,9  |
| Tony Beets      | Paradise Hill                                         | 3.030,26 |
| Rick Ness       | Duncan Creek                                          | 1.080    |
| Fred Lewis      | Elkhorn Claim                                         | 6,39     |

### Staffel 12
Episoden Goldrausch in Alaska/Episodenliste#Staffel 12
Der Start der 12. Staffel in den USA war am 24. September 2021. Sie handelt um die Schürfcrews von Parker Schnabel, Tony Beets, Rick Ness und Fred Lewis, der gegen Ende der Saison eine Partnerschaft mit den benachbarten Clayton-Brüdern eingeht.
Saisonergebnisse der Teams:
| Team            | Claim                                                              | Unzen    |
| --------------- | ------------------------------------------------------------------ | -------- |
| Parker Schnabel | Scribner Creek (Flugpisten-Erweiterung), Gelobtes Land, Matschberg | 8.309,75 |
| Tony Beets      | Paradise Hill                                                      | 4.620,9  |
| Rick Ness       | Duncan Creek                                                       | 2.047    |
| Fred Lewis      | California Creek                                                   | 110      |

### Staffel 13
Episoden Goldrausch in Alaska/Episodenliste#Staffel 13
Der Start der 13. Staffel in den USA war am 30. September 2022. Sie handelt von den Schürfcrews von Parker Schnabel, Tony Beets, Fred Lewis und den Clayton-Brüdern. In Gastauftritten versucht Dave Turin, der sich aus dem Schürfgeschäft zurückziehen will, seine Mine weiterzuvermitteln.
Saisonergebnisse der Teams:
| Team            | Unzen |
| --------------- | ----- |
| Parker Schnabel | 8.118 |
| Tony Beets      | 5.295 |
| Fred Lewis      | 157   |
| Clayton-Brüder  | 168   |

### Staffel 14
Episoden Goldrausch in Alaska/Episodenliste#Staffel 14
Der Start der 14. Staffel in den USA war am 29. September 2023. Sie handelt von den Schürfcrews von Parker Schnabel, Tony Beets, Rick Ness und den McCaughans.
Saisonergebnisse der Teams:
| Team            | Unzen   |
| --------------- | ------- |
| Parker Schnabel | 7.381,1 |
| Tony Beets      | 3.054   |
| McCaughan       | 1.565,7 |
| Rick Ness       | 1.125,7 |

### Staffel 15
Episoden Goldrausch in Alaska/Episodenliste#Staffel 15
Der Start der 15. Staffel in den USA war am 8. November 2024. Sie handelt von den Schürfcrews von Parker Schnabel, Tony Beets, Rick Ness und Kevin Beets.
Saisonergebnisse der Teams:
| Team            | Unzen    |
| --------------- | -------- |
| Parker Schnabel | 6.837,4  |
| Tony Beets      | 5.777,12 |
| Rick Ness       | 1.720,05 |
| Kevin Beets     | 1.056,57 |

## Spin-offs

### Die Schatzsucher – Goldrausch in Südamerika
Episoden: Goldrausch in Alaska/Episodenliste#Die Schatzsucher – Goldrausch in Südamerika
Das Spin-off Die Schatzsucher – Goldrausch in Südamerika zeigt die Tätigkeiten der drei Goldsucherteams zwischen Staffel 3 und Staffel 4. Die Hoffman-Crew sucht nach Boden in Südamerika und bereist dabei mehrere Länder. Das Dakota-Team beschafft sich neuen Boden im Cahoon-Creek und Parker Schnabel verhandelt mit Tony Beets über die Pacht des Scribner Creek.

### Goldrausch: White Water Alaska
Episoden: Goldrausch in Alaska/Episodenliste#Goldrausch: White Water Alaska
Das Spin-off Goldrausch: White Water Alaska (Gold Rush: White Water) bringt Goldschürfer Dakota Fred und seinen Sohn Dustin zurück. Sie schürfen mithilfe einer Taucherausrüstung in einem Flussbett im McKinley Creek in der Nähe von Haines, Alaska. Todd Hoffman hat in der Serie ebenfalls einen Auftritt als Investor, sowie Tony Beets, als Gast auf Dakota Freds Hochzeit.
Die zweite Staffel wurde in Deutschland vom 3. März 2019 – 15. Mai 2019 ausgestrahlt. Die Ausstrahlung der dritten Staffel startete am 5. März 2020.

### Goldrausch: Parkers Abenteuer
Episoden: Goldrausch in Alaska/Episodenliste#Goldrausch: Parkers Abenteuer

Hauptrouten zu den Goldfeldern am Klondike. Parkers Strecke ging von Haines in der Nähe von Dyea über Whitehorse den Yukon entlang nach Dawson City.

Goldrausch: Parkers Klondike-Abenteuer (Gold Rush: Parkers Trail) ist ein Spin-off, in dem Parker Schnabel zusammen mit seinem Vorarbeiter Rick Ness, der Naturexpertin Karla Ann (die bei Parker als Lastwagenfahrerin arbeitet) und einem seiner Stamm-Kameramänner, James Levelle, den Spuren der ersten Goldsucher folgt. Parker wollte damit seinen im Frühjahr verstorbenen Großvater ehren und dessen Tod verarbeiten. Die Tour begann direkt nach dem Abschluss der Schürfarbeiten im Jahr 2016 (Staffel 7).
In der zweiten Staffel, Goldrausch: Parkers Dschungel-Abenteuer besuchte Parker im Jahr 2017 mit Rick und Karla Ann den Dschungel von Guyana. Das Filmen übernahm dieses Mal der langjährige Goldrausch-in-Alaska-Kameramann Sam Brown. Die Reise führte auf Todds Claim aus Staffel 4 und in die Gegend von Marudi, in der ein Goldrausch stattfindet. Parker lernte mithilfe einheimischer Methoden Gold zu schürfen und versucht das gelernte Wissen auf einem selbst gepachteten Claim umzusetzen.
Das Abenteuer musste vom Produktionsteam aus Sicherheitsgründen vorzeitig abgebrochen werden, da es befürchtete, wegen der Kameras in einem Konflikt der Einheimischen zwischen die Fronten zu geraten.
Die dritte Staffel, Goldrausch: Parkers Neuguinea-Abenteuer führte Parker zusammen mit Karla Ann und Sam Brown nach Papua-Neuguinea, wo sich einige der größten Goldminen der Erde befinden. Zusätzlich erkundete Parker die Vergangenheit seines verstorbenen Großvaters John Schnabel, der im Pazifikkrieg diente. Rick Ness nahm nicht teil und wurde durch den Special Forces Medic Fred Lewis ersetzt. Die Original-Erstausstrahlung wurde am 5. April 2019 gestartet, die deutschsprachige Ausstrahlung begann am 29. September 2019.
Die vierte Staffel, Goldrausch: Parkers Australien-Abenteuer führte Parker 2020 nach Australien.
Die fünfte Staffel, Goldrausch: Parkers Neuseeland-Abenteuer führte Parker 2022 nach Neuseeland.

### Goldrausch: Dave Turin's Lost Mine
Episoden: Goldrausch in Alaska/Episodenliste#Goldrausch: Dave Turin's Lost Mine
Goldrausch: Dave Turin's Lost Mine ist ein Spin Off, in dem Dave Turin, ein ehemaliges Mitglied der Hoffman-Crew, nach alten, aufgegebenen Minen sucht und versucht, sie wieder zu bewirtschaften.

### Goldrausch: Einsatz für Freddy Dodge
Episoden: Goldrausch in Alaska/Episodenliste#Goldrausch: Einsatz für Freddy Dodge
Goldrausch: Einsatz für Freddy Dodge begleitet den aus der Hauptserie bekannten Freddy Dodge als Berater von Goldschürfern, die nicht die gewünschten Ergebnisse erwirtschaften.

### Goldrausch: Hoffman Family Gold
Episoden: Goldrausch in Alaska/Episodenliste#Goldrausch: Hoffman Family Gold
Nachdem die Hoffmans das Goldschürfen 2018 aufgegeben hatten, kehren sie in Hoffman Family Gold 2022 nach Alaska zurück um ihr Glück erneut als Goldsucher zu versuchen. Neben Todd Hoffman sind auch sein Sohn Hunter sowie sein Vater Jack Hoffman zu sehen.

## Personen

### Aktuell

#### Parker Schnabel
Parker ist der Enkel von John Schnabel, ehemaliger Eigentümer der Big Nugget Mine. Schon als Kind verbrachte er viel Zeit auf der Mine seines Großvaters und konnte viel Erfahrung im Schürfen von Gold sammeln. Nach einigen kurzen Auftritten in der ersten Staffel stieg Parker in der zweiten Staffel in die Serie ein, da sie ihm eine Möglichkeit bot, einige der Rechnungen zu bezahlen. Mittlerweile zählt er einige der Kameraleute zu seinen besten Freunden und durch die Einnahmen aus Goldsuche und Show ist er mittlerweile Millionär.

#### Tony Beets
Tony Beets (Der Wikinger) ist ein niederländisch-kanadischer Goldschürfer. Aufgewachsen ist er als Sohn eines Landwirtes in den Niederlanden. Nach seiner Auswanderung 1980 arbeitete er zunächst als Melker und kam 1986 als einfacher Angestellter auf die Tamarack Mine, deren Besitzer er heute ist. Beets ist verheiratet mit Minnie und Vater von fünf Kindern: Bianca (* 1987), Kevin (* 1988), Michael (* 1990), Jasmine (1992–1993) und Monica (* 1993). Minnie, Kevin und Monica treten regelmäßig als Nebendarsteller auf. Seit Staffel 4 verpachtet er den ihm gehörenden Scribner Creek an Parker Schnabel. Er wird als Raubein mit weichem Kern dargestellt.

#### Rick Ness
Rick Ness ist ein US-Amerikaner. Bereits als Kind konnte er im Betrieb seiner Familie Erfahrung im Umgang mit Baumaschinen sammeln. Während seiner College-Zeit war er Footballer, musste dies aber nach einer Verletzung aufgeben. Er gründete eine Band und traf während einer Tournee Parker Schnabel, über den er schließlich Teil der Serie wurde. In Staffel 3 kam er als Neuling auf die Big Nugget Mine und folgte Parker in der folgenden Staffel in den Klondike. Nachdem Parkers Vorarbeiter Gene Cheeseman zu Tony Beets gewechselt war, wurde er neuer Vorarbeiter im Betrieb.
Nach der achten Staffel kündigte er seinen Job bei Parker und kehrte in der neunten Staffel mit einem Team aus Neulingen als Chef einer eigenen Mine zurück.

#### Fred Lewis
Fred Lewis ist ehemaliger Sanitäter und Greenhorn-Bergmann. Er ist bereits Teil des Spinoffs Goldrausch: Parkers Dschungel-Abenteuer und nimmt seit Staffel 11 mit seiner Crew an der Show teil.

### Spin-off

#### Dustin Hurt
Dustin Hurt ist der Sohn von Dakota Fred. Zusammen mit seinem Vater bewirtschaftete er von Staffel 2–4 den Porcupine Creek. In Goldrausch: White Water Alaska ist er die treibende Kraft hinter dem Schürfen in einem Fluss.

#### Dave Turin
Dave Turin (Dozer Dave) ist ein Amerikaner aus Sandy, Oregon und war ein alter Freund von Todd Hoffman. Er hat einen Abschluss in Bauingenieurwesen und war 25 Jahre in seinem Familienunternehmen tätig, bevor er zum Hoffman-Team stieß. Er war mit seiner Erfahrung eine sehr wertvolle Stütze im Team. In der ersten Staffel war er noch als externer Berater zu Gast. Als sich die Möglichkeit bot, in den Goldabbau miteinzusteigen, ergriff er die Gelegenheit beim Schopf und wurde in der zweiten Staffel ein Teil des Teams. In der dritten Staffel leitet er bereits einen eigenen Claim. Nach dem Misserfolg im Dschungel Guyanas verließ er das Team, kehrte in der darauffolgenden Staffel aber als Todds Geschäftspartner zurück.
Er verließ das Hoffman-Team, und damit auch die Serie, endgültig nach einer heftigen, körperlichen Auseinandersetzung am Ende der siebten Staffel.
Zwei Jahre später kehrte er aber als Protagonist einer neuen Spin-off-Serie zurück.

#### Todd Hoffman
Todd Hoffman ist ein ehemaliger Flughafenbetreiber aus Sandy, Oregon. Er ist der Initiator der Serie und wurde über acht Staffeln von einem Kamerateam begleitet. Er wurde in der Serie als Träumer dargestellt, besonders im Bezug zum American Dream. Zum Ende der achten Staffel stieg er aus der Serie aus, da die Dreharbeiten sein Familienleben zu sehr belasteten. Hoffman will sich zukünftig seiner Produktionsfirma und dem Gesang widmen. 2022 kehrte Todd Hoffmann zurück nach Alaska um erneut nach Gold zu suchen.

#### Jack Hoffman
Jack Hoffman aus Sandy, Oregon ist der Vater von Todd Hoffman. Er ist ein Goldschürferveteran, der bereits ein Vierteljahrhundert vor dem Beginn der Serie in Alaska geschürft hat. Dabei hat er alles verloren. Die Serie ist für ihn eine zweite Chance, seinen Traum zu erfüllen.

#### Freddy Dodge
Freddy Dodge ist ein professioneller Goldschürfer und hat Verbindungen zu einem Hersteller für Minenequipment aus Colorado. Er hat mindestens 3 Waschanlagen für das Hoffman-Team gebaut. In Staffel 1 und 2 war er als externer Experte zu sehen. In den Staffeln 3–8 war er – mit Unterbrechungen – ein fester Bestandteil des Hoffman-Teams. In Staffel 7 wurde er sogar zum Partner.
Nach dem Ausscheiden des Hoffman-Teams hat er keine tragende Rolle mehr, hatte aber seitdem in jeder Staffel Gastauftritte als externer Berater.

### Ehemalige

#### John Schnabel
John Schnabel (1920–2016) war der Großvater und Mentor von Parker Schnabel. Er stammte ursprünglich aus Kansas. Im Laufe seines Lebens war er in vielen verschiedenen Bereichen tätig. Er arbeitete unter anderem in einem Sägewerk, diente im Zweiten Weltkrieg und war Bürgermeister von Haines. Erst mit Mitte Sechzig gründete er die Big Nugget Mine und bewirtschaftete sie anschließend 25 Jahre.

#### Dakota Fred
Dakota Fred Hurt (1943–2023) war ein Goldschürfer aus North Dakota. In der ersten Staffel wurde er Todds Team vom Verpächter als Experte aufgedrückt, um den Goldabbau auf dem Claim zu beschleunigen. Entsprechend negativ wurde er in dieser Staffel dargestellt. In der zweiten Staffel übernahm er den Porcupine-Creek und wurde selbst ein Protagonist der Serie. In den folgenden drei Staffeln bearbeitete er mit seinem Sohn Dustin den Porcupine-Creek und auch den Cahoon-Creek. Er verließ die Serie nach der vierten Staffel infolge von Geldstreitigkeiten mit dem Produktionsunternehmen. Später einigte er sich mit dem Produktionsunternehmen und war dann ein Protagonist im Goldrausch in Alaska-Spinoff Gold Rush: White Water.

## Produktion
Die Serie wird auf mehreren verschiedenen Claims produziert und erfordert eine enge Zusammenarbeit der Betriebe mit den verschiedenen Kamerateams vor Ort, was für den Zuschauer allerdings nur in seltenen Fällen ersichtlich ist.
Derzeit wird sie in Zusammenarbeit mit der Tamarack Inc (Tony Beets) und zwei namentlich nicht bekannten Betrieben (Parker Schnabel und Rick Ness) produziert.
Ehemalige Betriebe sind die Jerusalem Mining/316 Mining (Todd Hoffman) und die Jim Nail Placer Mine (Dakota Fred).
Sowohl die Arbeiter als auch das Kamerateam wohnen während der Produktion einer Staffel auf dem Claim und verbringen auch abseits der Kamera viel Zeit zusammen. Die Produktion ist mit vielen Schwierigkeiten verbunden. Der für die Kommunikation mit dem Hauptsitz in London nötige Internetanschluss konnte zumindest in der ersten Staffel nur via Satellit gewährleistet werden, angetrieben von einem Generator in der Mine.
Eine große Herausforderung war es, zwischen den Baumaschinen und der Wildnis Nordamerikas die Sicherheit zu gewährleisten. Zum Schutz vor Bären war jedes Mitglied mit Pfefferspray und einer Signaltröte ausgestattet, zudem war eigenes, bewaffnetes Sicherheitspersonal vor Ort. Außerdem tragen alle Teammitglieder Warnwesten. Ebenso war es eine Herausforderung, ausreichend Material für die Produktion vorrätig zu haben. Die langen Versorgungswege, die in der Serie gelegentlich thematisiert werden, betreffen auch das Kamerateam. Eine sieben-Tage-Arbeitswoche war während der Produktion nicht ungewöhnlich.
Besonders im Spin-off White Water war dies schwierig, da der Claim dort nicht nur abgelegen, sondern auch sehr schwer zugänglich ist und nur via Helikopter oder über eine improvisierte Seilbahn erreicht werden kann.
Die Produzenten stimmen sich für eine reibungslose Produktion mit den Minenbetreibern ab und beraten sich häufig, um entsprechend voraus planen zu können. Im täglichen Minenbetrieb hingegen versucht das Kamerateam, den Bergarbeiten nicht im Weg zu stehen und nur still zu beobachten. Dies ist aber nicht immer möglich, da die Kameramänner manchmal, um gute Bilder zu machen, sehr nah an die Baufahrzeuge herangehen, was vom Fahrzeugführer eine erhöhte Vorsicht verlangt. Es kam sogar vor, das ein Kameramann so tief im Schlamm steckte, dass er mit einem Bagger ausgegraben werden musste. Derartige Szenen schaffen es aber nicht in die finale Form der Serie, sondern maximal in die Making-Ofs. Nur in Notfällen wird die Zusammenarbeit der Minenbetriebe mit dem Kamerateam offen gezeigt. Als in der ersten Staffel z. B. Todds Tochter einen Anfall hatte und ins Krankenhaus musste, verständigte das Produktionsteam über seine Kommunikationsleitung einen Krankenwagen. In der vierten Staffel hatte ein Teammitglied einen Motorradunfall, auch dort war es das Produktionsteam, das dabei half, eine Transportmöglichkeit in das nächste Krankenhaus zu organisieren.
Die Förderfahrzeuge sind allesamt mit Kameras ausgestattet. Die Minikameras und die Kameramänner sind in der Serie offen zu sehen, werden aber nicht thematisiert. Auf jedem Claim sind zwei Filmcrews im Einsatz, eine Frühschicht und eine Spätschicht, was insgesamt 6 Filmcrews ergibt. Nur ein kleiner Teil aller Aufnahmen wird für die finale Serie verwendet. Für die dritte Staffel beispielsweise wurden 2.623 Stunden gefilmt. Das entspricht 184 Stunden für jede Stunde im Fernsehen.
Die Serie ist nicht gescriptet. Allerdings werden manchmal bestimmte Szenen unter Regie nachgedreht, wenn dies zum erzählen einer zusammenhängenden Geschichte notwendig ist. Außerdem werden beim Schneiden der Serie gezielt Szenen ausgewählt, um bestimmte Charaktere positiv oder negativ darzustellen. Wenn ein Charakter gut sein soll, werden die negativen Szenen einfach nicht in die Endfassung einer Episode aufgenommen. Wenn ein Charakter böse sein soll andersherum. Besonders gut sieht man das an Fred Hurt, der in der ersten Staffel dem Hoffmans als Experte aufgedrückt wurde und daher eher Negativ dargestellt wurde, während er in der zweiten Staffel als Protagonist positiv dargestellt wurde. Die Darstellung in der Serie ging sogar so weit, dass er nach der zweiten Staffel in den Sozialen Medien als Landdieb bezeichnet wurde, obwohl er den Porcupine Creek legal erworben hatte. Dies hat ihn nach Aussage eines Mitglieds des Produktionsteams sehr mitgenommen. Auch Tony Beets ist ein Beispiel, da er sowohl die Rolle eines (positiven) Protagonisten als auch, als Verpächter von Parker Schnabel, die eines (negativen) Antagonisten einnimmt.
Die Produktion einer Staffel dauert etwa ein halbes Jahr. Die Erstausstrahlung der ersten Episode einer Staffel erfolgt in der Regel in der letzten Schürfwoche im Klondike, in der die letzte Folge gefilmt wird. Es kann aber auch bedeutend schneller gehen, wie z. B. die Sonderfolge In Gedenken an John Schnabel zeigt. Diese hatte bereits zwei Wochen nach dem Ableben von John Schnabel Weltpremiere. Die Deutschlandpremiere folgte einen Monat später.
Es ist nicht bekannt, wie viel Geld ein Betrieb pro Episode erhält. Allerdings ist die Serie nicht nur ein lukrativer Nebenverdienst, sondern bringt auch Probleme. So wurde Tony Beets im Jahr 2015 zu einer Zahlung von 31.000 Dollar verurteilt, da die Feuertaufe seiner Dredge in der sechsten Staffel gegen die Umweltbestimmungen des Yukon-Territoriums verstieß. Der ganze Vorfall wurde erst durch die Ausstrahlung der Fernsehserie bekannt.

## Rezeption
Von offiziellen Stellen in Alaska ist die Befürchtung zu hören, dass wegen der Show und der angeblichen Erfolge der Goldsucher ein neuer „Gold Rush“ aufgrund der ökonomischen Situation in den USA in Alaska einsetzen könnte. Die Verantwortlichen von Discovery Channel bestätigen, dass abseits der Kamera jemand von offizieller Seite die Tätigkeiten der Hoffmans überwacht, und sich diese, bis auf wenige Ausnahmen, bisher an alle Auflagen und Vorschriften des Staates Alaska gehalten haben.
Jimmy Dorsey, ein früheres Mitglied im Hoffman-Team, behauptete in einem Interview, dass die Serie gescriptet ist und somit eine Pseudo-Doku sei. Todd Hoffman sagte in einer Stellungnahme, dass die Behauptungen von Dorsey falsch sind. Auch James Harness bezeichnete die Serie als Pseudo-Doku und bestätigte, dass sie teilweise gescriptet sei. In einem Interview mit oregongold.net sagte er, dass die Episoden ganz anders seien, als er die Ereignisse in der Realität vernommen hat. („It truly is not the way I remember it, and it distorts my memories … I get mad, because it’s different from what I remember.“)
Dakota Fred betonte in einem Interview, dass die Serie „unglücklicherweise“ sehr, sehr real sei.
Im Bergbausektor aktive Betriebe nutzen die Bekanntheit der Serie für Werbung. Der Maschinenbaubetrieb Volvo hatte beispielsweise einmal einige Darsteller zu einer seiner Präsentationen auf einer Baumaschinenmesse in Las Vegas eingeladen.
Seit der zweiten Staffel gibt es viele Fans, die die Claims im Norden Amerikas besuchen. Darunter befinden sich auch Touristen aus Deutschland.

## Ausstrahlung
Die Serie wird für den amerikanischen Discovery Channel produziert. Die Ausstrahlung in Deutschland erfolgt alleinig auf dem Sender DMAX, auf dem die Serie seit mehreren Jahren am Sonntagabend einen Stammplatz hat. In Österreich läuft die Serie auf dem DMAX-Ableger DMAX Austria.

## Computerspiel
Am 13. Oktober 2017 erschien auf der Online-Spieleplattform Steam mit Gold Rush: The Game von Code Horizon eine Simulation der Serie für Microsoft Windows. Das Spiel fand am 28. Mai 2021 nach mehr als 3,5 Jahren seinen Weg auch auf Konsolen.